# Armée de terre de la république du Vietnam
Ne doit pas être confondu avec Armée populaire vietnamienne.
L'Armée de terre de la république du Viêt Nam  (en vietnamien : Lục quân Việt Nam Cộng hòa ; en anglais: Army of the Republic of Vietnam - ARVN) a composé les forces terrestres des Forces armées de la république du Viêt Nam depuis sa création en 1955 jusqu'à la chute de Saïgon en avril 1975. À l'apogée de l'ARVN, on estime qu'un citoyen sud-vietnamien sur neuf était enrôlé et qu'elle était devenue la quatrième armée du monde, composée des forces régulières, des forces régionales plus volontaires et des milices de la force populaire. On estime qu'elle a subi 1 394 000 pertes (tués et blessés) au cours de la guerre du Viêt Nam. Son prédécesseur était la force terrestre de l'Armée nationale vietnamienne, créées en 1950.
L'ARVN était à l'origine une armée postcoloniale entraînée par les États-Unis et étroitement affiliée à ceux-ci, qui s'était engagée dans un conflit depuis sa création. Plusieurs changements ont eu lieu au cours de son existence, d'abord d'une "force de blocage" à une force conventionnelle plus moderne utilisant le déploiement d'hélicoptères au combat. Pendant l'intervention américaine au Viêt Nam, l'ARVN a été réduite à un rôle défensif avec une modernisation incomplète, et transformée à nouveau après la vietnamisation, elle a été équipée, élargie et reconstruite pour remplir le rôle des forces américaines qui quittaient le pays. En 1974, elle était devenue beaucoup plus efficace, le principal expert en contre-insurrection et conseiller de Nixon, Robert Thompson, faisant remarquer que les forces régulières étaient très bien entraînées et qu'elles n'étaient dépassées que par les forces américaines et israéliennes dans le monde libre, et le général Creighton Abrams faisant remarquer que 70 % des unités étaient au même niveau que l'armée de terre des États-Unis (US army).
Cependant, le retrait des forces américaines à la suite de la vietnamisation signifiait que les forces armées ne pouvaient pas remplir efficacement tous les objectifs du programme et étaient devenues complètement dépendantes de l'équipement américain puisqu'elles étaient censées remplir le rôle de départ des États-Unis. Unique en son genre, l'ARVN servait un double objectif administratif militaire et civil, en concurrence directe avec le Viêt-cong, mais elle était également devenue une composante du pouvoir politique et souffrait de problèmes constants de nominations politiques loyales, de corruption des dirigeants, de luttes intestines entre factions et, à l'occasion, de conflits internes ouverts.
Après la chute de Saïgon aux mains de l'Armée populaire vietnamienne (People's Army of Vietnam - PAVN), l'ARVN a été dissoute. Alors que certains officiers de haut rang avaient fui le pays pour se réfugier aux États-Unis ou ailleurs, des milliers d'anciens officiers de l'ARVN ont été envoyés dans des camps de rééducation par le gouvernement communiste de la république socialiste unifiée du Viêt Nam. Cinq généraux de l'ARVN se sont suicidés pour éviter d'être capturés.

## Histoire

### Armée nationale vietnamienne (ANV) 1949-55

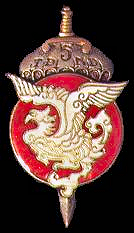
L'unité aéroportée TDND 5 a participé à plusieurs batailles, dont celle de Diên Biên Phu.

Le 8 mars 1949, après les accords de l'Élysée, l'État du Viêt Nam est reconnu par la France comme un pays indépendant dirigé par l'empereur vietnamien Bảo Đại, et l'Armée nationale vietnamienne (ANV) est rapidement créée. L'ANV a participé à des opérations conjointes avec le Corps expéditionnaire français en Extrême-Orient de l'Union française contre les forces du Việt Minh dirigées par Hô Chi Minh. L'ANV participe à de nombreuses campagnes, dont la bataille de Nà Sản (1952), l'opération Atlas (1953) et la bataille de Diên Biên Phu (1954).
Bénéficiant de l'aide de la France, l'ANV devient rapidement une armée moderne sur le modèle du Corps expéditionnaire. Elle comprend l'infanterie, l'artillerie, les transmissions, la cavalerie blindée, les troupes aéroportées, l'armée de l'air, la marine et une académie militaire nationale. En 1953, les soldats et les officiers étaient tous vietnamiens, ces derniers ayant été formés dans des écoles de cadres comme celle de Đà Lạt, y compris le chef d'état-major, le général Nguyễn Văn Hinh, qui était un vétéran de l'armée de l'air de l'Union française.
Après les accords de Genève de 1954, l'Indochine française a cessé d'exister et, en 1956, toutes les troupes de l'Union française s'étaient retirées du Viêt Nam, du Laos et du Cambodge. En 1955, sur ordre du Premier ministre Diệm, l'ANV a écrasé les forces armées du Bình Xuyên,.

### Armée de la république du Viêt Nam (ARVN) 1955-75

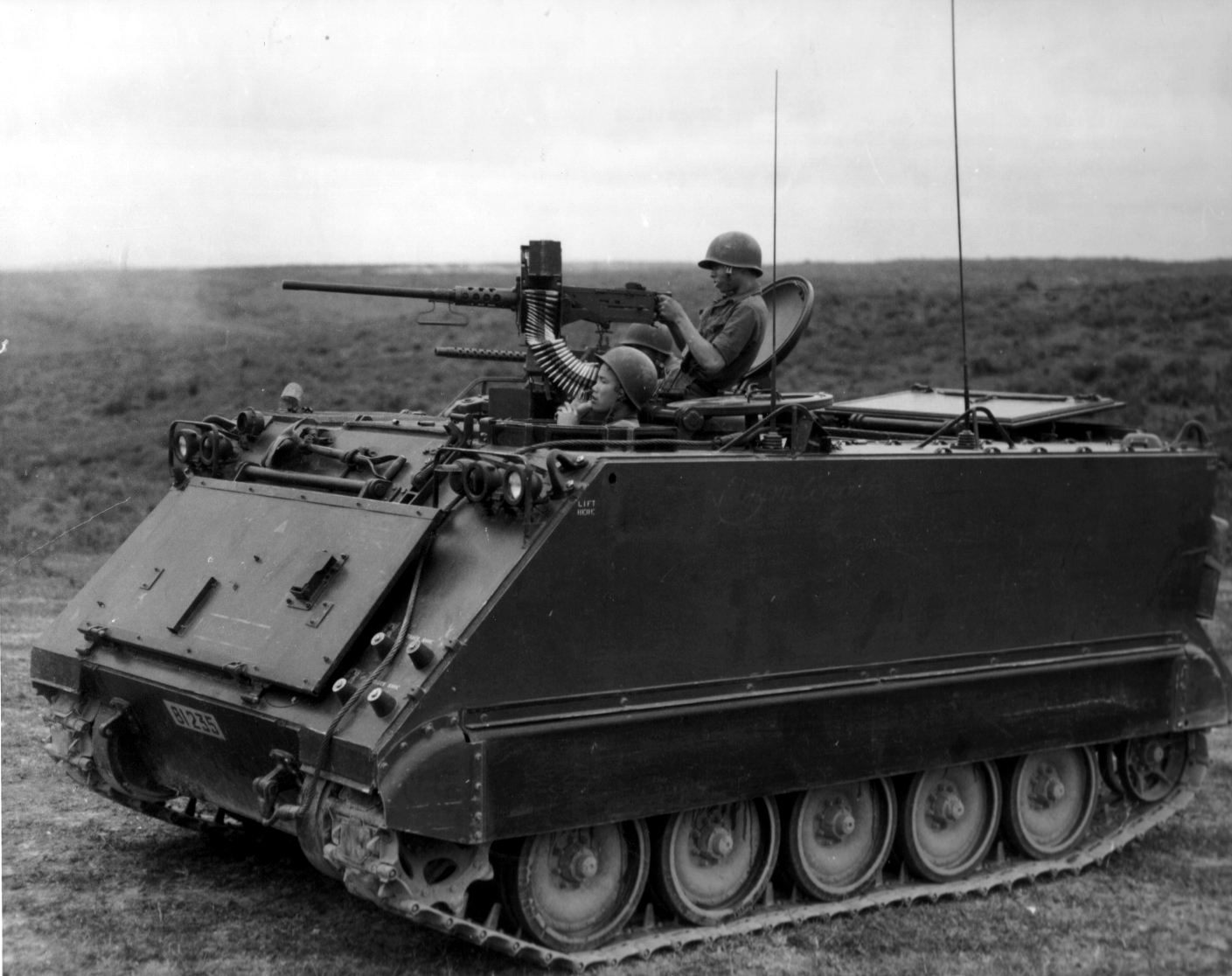
M113 de l'ARVN pendant la guerre du Viêt Nam

26 octobre 1955, l'armée a été réorganisée par l'administration du président Ngô Đình Diệm, qui a ensuite officiellement créé l'Armée de la république du Viêt Nam (Army of the Republic of Vietnam - ARVN) le 30 décembre 1955. L'armée de l'air a été créée en tant que service distinct, sous le nom d'Armée de l'air de la république du Viêt Nam (Republic of Vietnam Air Force - RVNAF). Au début, l'armée s'est concentrée sur la guérilla du Viêt-cong (VC), formée pour s'opposer à l'administration de Diệm. Les États-Unis, sous la présidence de John F. Kennedy, ont envoyé des conseillers et un important soutien financier pour aider l'ARVN à combattre les insurgés. Une campagne majeure, développée par Ngô Ðình Nhu et ressuscitée plus tard sous un autre nom, était le "Programme des hameaux stratégiques", considéré comme un échec par les médias occidentaux parce qu'il était "inhumain" de déplacer les villageois de la campagne vers des villages fortifiés. Les dirigeants de l'ARVN et le président Diệm ont été critiqués par la presse étrangère lorsque les troupes ont été utilisées pour écraser des groupes religieux armés antigouvernementaux tels que les Cao Đài et les Hòa Hảo, ainsi que pour attaquer des temples bouddhistes qui, selon Diệm, abritaient des guérilleros du Viêt Nam. La plus célèbre de ces attaques a eu lieu dans la nuit du 21 août 1963, lors des raids contre la pagode Xá Lợi menés par les forces spéciales de l'ARVN, qui ont fait des centaines de morts.
En 1963, Diệm est tué lors d'un coup d'État mené par des officiers de l'ARVN et encouragé par des officiels américains tels que Henry Lodge. Dans la confusion qui s'ensuit, le général Dương Văn Minh prend le contrôle, mais il n'est que le premier d'une succession de généraux de l'ARVN à assumer la présidence du Sud-Vietnam. Au cours de ces années, les États-Unis ont commencé à prendre davantage le contrôle de la guerre contre les VC et le rôle de l'ARVN est devenu de moins en moins important. L'ARVN était également en proie à des problèmes persistants de corruption grave au sein du corps des officiers. Bien que les États-Unis aient vivement critiqué l'ARVN, celle-ci a continué à être entièrement armée et financée par les États-Unis.
Bien que les médias américains aient souvent présenté la guerre du Viêt Nam comme un conflit essentiellement américain et nord-vietnamien, l'ARVN a supporté le gros des combats avant et après l'engagement américain à grande échelle, et a participé à de nombreuses opérations majeures avec les troupes américaines. Les troupes de l'ARVN ont été les premières à utiliser le véhicule blindé de transport de troupes M113 comme véhicule de combat d'infanterie en combattant à cheval plutôt que comme "taxi de combat" tel qu'il avait été conçu à l'origine, et les modifications apportées aux véhicules blindés de cavalerie (ACAV) ont été adoptées sur la base de l'expérience de l'ARVN. Une unité notable de l'ARVN équipée de M113, le 3e escadron de cavalerie blindée, a utilisé la nouvelle tactique de manière si efficace et avec un héroïsme si extraordinaire contre les forces hostiles qu'elle a reçu la United States Presidential Unit Citation,. L'ARVN a enregistré 254 256 décès entre 1960 et 1974, le nombre le plus élevé ayant été enregistré en 1972, avec 39 587 décès au combat, tandis qu'environ 58 000 soldats américains sont morts pendant la guerre.
L'expérience des États-Unis avec l'ARVN a donné lieu à un catalogue de plaintes concernant ses performances, plusieurs responsables déclarant qu'elle ne faisait pas le poids, qu'elle se contentait de laisser les Américains se battre et mourir et qu'elle manquait de dévouement, de direction et de discipline. Le président avait toujours tendance à donner des instructions directement aux unités sur le terrain, coupant ainsi toute la chaîne de commandement. Parmi les principales lacunes identifiées par les officiers américains, citons un manque général de motivation, qui se traduit par exemple par un penchant des officiers pour les tâches à l'arrière plutôt que pour le commandement au combat, ainsi qu'un problème persistant de désertion.

### Dernières campagnes
À partir de 1969, le président Richard Nixon a entamé le processus de "vietnamisation", en retirant les forces américaines et en rendant l'ARVN capable de mener une guerre efficace contre l'Armée populaire vietnamienne (People's Army of Vietnam - PAVN) et les Viêt-congs. Lentement, l'ARVN a commencé à élargir son rôle de contre-insurrection pour devenir la principale défense terrestre contre l'Armée populaire du Viêt Nam et les Viêt-congs. De 1969 à 1971, l'ARVN a enregistré environ 22 000 morts au combat par an. À partir de 1968, le Sud-Vietnam a commencé à appeler tous les hommes disponibles à servir dans l'ARVN, atteignant un effectif d'un million de soldats en 1972. En 1970, l'ARVN a obtenu de bons résultats lors de l'incursion au Cambodge et a exécuté trois fois plus d'opérations que pendant la période de guerre menée par les Américains. Toutefois, l'équipement de l'ARVN reste inférieur à celui de ses alliés américains et autres, même si les États-Unis tentent d'améliorer la technologie de l'ARVN. Le corps des officiers restait le plus gros problème. Les dirigeants étaient trop souvent ineptes, mal formés, corrompus et manquant de moral. Pourtant, Sir Robert Thompson, un officier militaire britannique largement considéré comme le plus grand expert mondial de la guerre contre-insurrectionnelle pendant la guerre du Viêt Nam, pensait qu'en 1972, l'ARVN était devenue l'une des meilleures forces de combat au monde, la comparant favorablement aux forces de défense israéliennes. Forcée de porter le fardeau laissé par les Américains, l'ARVN a commencé à obtenir de bons résultats, bien qu'elle ait continué à bénéficier du soutien aérien américain.
En 1972, la PAVN lance l'offensive de Pâques, une attaque totale contre le Sud-Vietnam à travers la zone démilitarisée vietnamienne et à partir de ses sanctuaires au Laos et au Cambodge. L'assaut combinait des vagues d'infanterie, de l'artillerie et la première utilisation massive de forces blindées par la PAVN. Bien que les chars T-54 se soient révélés vulnérables aux roquettes anti-chars (Light anti-tank weapon - LAW), l'ARVN a subi de lourdes pertes. Les forces de la PAVN s'emparèrent de la province de Quảng Trị et de certaines régions situées le long des frontières du Laos et du Cambodge.

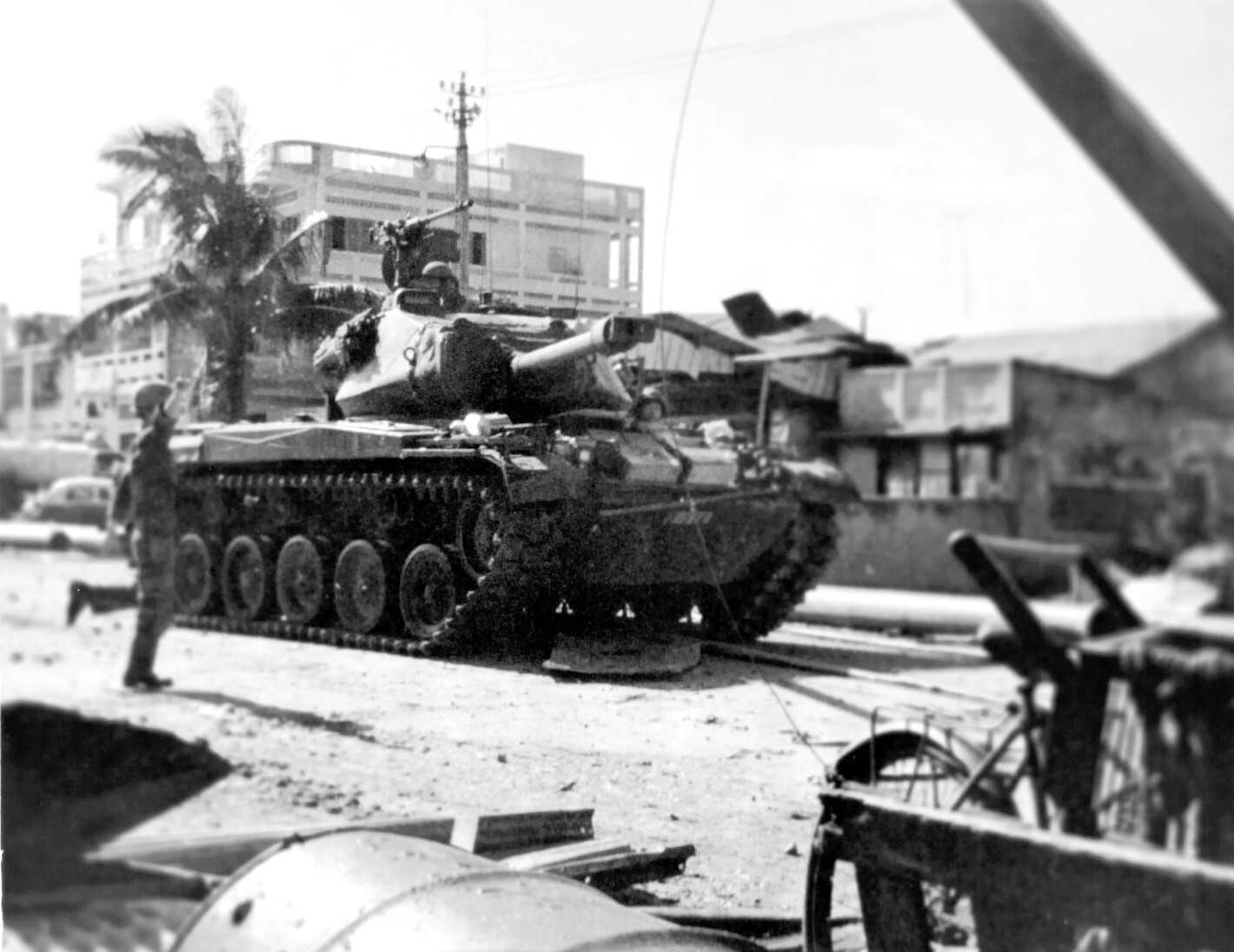
Le char M41 Walker Bulldog a été utilisé par l'ARVN.

Le président Nixon a envoyé des bombardiers dans le cadre de l'opération Linebacker afin d'apporter un soutien aérien à l'ARVN lorsqu'il semblait que le Sud-Vietnam était sur le point d'être perdu. En désespoir de cause, le président Nguyễn Văn Thiệu limogea le général incompétent Hoàng Xuân Lãm et le remplaça par le général Ngô Quang Trưởng. Il ordonne l'exécution de tous les déserteurs et rassemble suffisamment de forces pour empêcher la PAVN de prendre Hué. Finalement, grâce au soutien aérien et naval considérable des États-Unis, ainsi qu'aux combats acharnés des soldats de l'ARVN, l'offensive de Pâques fut stoppée. Les forces de l'ARVN ont contre-attaqué et ont réussi à chasser une partie de la PAVN du Sud-Vietnam, tout en conservant le contrôle du nord de la province de Quảng Trị, près de la zone démilitarisée.
À la fin de l'année 1972, l'opération Linebacker II a permis de mettre fin à la guerre par la négociation entre les États-Unis et le gouvernement de Hanoï. En mars 1973, conformément aux accords de paix de Paris, les États-Unis ont complètement retiré leurs troupes du Viêt Nam. L'ARVN a dû se battre seule, mais avec toutes les armes et les technologies que ses alliés avaient laissées derrière eux. Grâce à un soutien technologique massif, elle disposait d'environ quatre fois plus d'armes lourdes que ses ennemis. Les États-Unis ont laissé à l'ARVN plus d'un millier d'avions, faisant de la Force aérienne vietnamienne (Republic of Vietnam Air Force - RVNAF) la quatrième force aérienne au monde, mais ces chiffres sont trompeurs, car les États-Unis ont commencé à réduire l'aide militaire. La république démocratique du Viêt Nam a connu la même situation, car ses alliés, l'Union soviétique et la Chine, ont également réduit leur soutien militaire, la forçant à utiliser des chars T-34 et des destructeurs de chars SU-100 obsolètes dans les combats,.
Au cours de l'été 1974, Nixon démissionne sous la pression du scandale du Watergate et Gerald Ford lui succède. La guerre devenant incroyablement impopulaire dans le pays, combinée à une grave récession économique et à des déficits budgétaires croissants, le Congrès a réduit le financement du Sud-Vietnam pour l'année fiscale à venir de 1 milliard à 700 millions de dollars. Les historiens ont attribué la chute de Saïgon en 1975 à l'arrêt de l'aide américaine, au désenchantement croissant du peuple sud-vietnamien, à la corruption endémique et à l'incompétence des dirigeants politiques du Sud-Vietnam et de l'état-major de l'ARVN.
Sans les fonds nécessaires et face à l'effondrement du moral des troupes et des civils sud-vietnamiens, il devenait de plus en plus difficile pour l'ARVN de remporter une victoire contre la PAVN. En outre, le retrait de l'aide américaine a encouragé le Nord-Viêt Nam à lancer une nouvelle offensive militaire contre le Sud-Viêt Nam. Cette détermination a été renforcée lorsque la nouvelle administration américaine ne s'est pas sentie liée à la promesse faite par Nixon à Thieu de "représailles sévères" si Hanoi rompait les accords de paix de Paris de 1973.
La chute de Huế aux mains des forces du PAVN le 26 mars 1975 a marqué le début d'une déroute organisée de l'ARVN qui a abouti à la désintégration complète du gouvernement sud-vietnamien. Les forces de l'ARVN qui se retiraient trouvaient les routes encombrées de réfugiés, ce qui rendait le déplacement des troupes presque impossible. Les forces nord-vietnamiennes ont profité de l'instabilité croissante et, grâce à l'équipement abandonné par l'ARVN en déroute, elles ont lancé de lourdes attaques sur tous les fronts. L'effondrement étant presque inévitable, de nombreux généraux de l'ARVN abandonnent leurs troupes à elles-mêmes et les soldats de l'ARVN désertent en masse. La 18e division résiste à Xuân Lộc du 9 au 21 avril avant d'être contrainte de se retirer. Le président Thiệu démissionne le 21 avril et quitte le pays. À Biên Hòa, les soldats de l'ARVN opposent une forte résistance aux forces de la PAVN, mais les défenses de l'ARVN à District de Cu Chi et à Hoc Mon commencent à s'effondrer sous les attaques écrasantes de la PAVN. Dans le delta du Mékong et sur l'île de Phú Quốc, de nombreux soldats de l'ARVN se montrent agressifs et intacts pour empêcher les VC de s'emparer des capitales provinciales. Moins d'un mois après Huế, Saïgon est tombée et le Sud-Vietnam a cessé d'exister en tant qu'entité politique. La destruction soudaine et complète de l'ARVN a choqué le monde entier. Même les opposants ont été surpris par la rapidité avec laquelle le Sud-Vietnam s'est effondré.
Des centaines de soldats, d'officiers et de colonels se sont suicidés, décidant de ne pas vivre sous le régime communiste. Cinq généraux de l'ARVN se sont suicidés à la fin du mois d'avril pour éviter d'être capturés par la PAVN/VC et de se retrouver dans des camps de rééducation. Le général Le Nguyen Vy s'est suicidé à Lai Khe peu après avoir entendu Dương Văn Minh se rendre à la radio. Les deux généraux de l'ARVN à Cần Thơ, Le Van Hung et Nguyen Khoa Nam, se sont suicidés après avoir décidé de ne pas prolonger la résistance contre les soldats de la PAVN/VC en surnombre dans la région du Mékong. Le général de brigade Tran Van Hai s'est suicidé par empoisonnement au camp de base de Dong Tam. Le général Pham Van Phu se suicide dans un hôpital de Saigon.
Les États-Unis avaient fourni à l'ARVN 793 994 carabines M1, 220 300 M1 Garand et 520 fusils M1C/M1D, 640 000 fusils M-16, 34 000 lance-grenades M79, 40 000 radios, 20 000 camions quart de tonne, 214 chars légers M41 Walker Bulldog, 77 chenilles de commandement M577 (version de commandement du M113 APC), 930 M113 (APC/ACAV), 120 V-100 (voitures blindées à roues) et 190 chars M48. Les opérations Enhance et Enhance Plus, un effort américain en novembre 1972, ont permis de transférer 59 chars Patton M48A3 supplémentaires, 100 ACAV (véhicules blindés d'assaut de cavalerie) M-113A1 supplémentaires et plus de 500 avions supplémentaires au Sud-Vietnam. Malgré ces chiffres impressionnants, les Vietnamiens n'étaient pas aussi bien équipés que les fantassins américains qu'ils remplaçaient. L'offensive de 1972 n'avait été repoussée que par une campagne de bombardements américains massifs contre le Nord-Vietnam.
L'amendement Case-Church avait effectivement annulé les accords de paix de Paris et, en conséquence, les États-Unis avaient réduit considérablement l'aide au Sud-Vietnam en 1974, quelques mois seulement avant l'offensive finale de l'ennemi, permettant au Nord-Vietnam d'envahir le Sud-Vietnam sans crainte d'une action militaire américaine. En conséquence, seule une petite quantité de carburant et de munitions était envoyée au Sud-Vietnam. Les véhicules aériens et terrestres sud-vietnamiens étaient immobilisés par manque de pièces détachées. Les troupes partaient au combat sans piles pour leurs radios, et leurs médecins manquaient de fournitures de base. Les fusils et les pièces d'artillerie sud-vietnamiens étaient rationnés à trois cartouches par jour dans les derniers mois de la guerre. Faute de fournitures et de munitions suffisantes, les forces de l'ARVN ont été rapidement plongées dans le chaos et vaincues par la PAVN bien approvisionnée, qui n'avait plus à s'inquiéter des bombardements américains.
Les communistes victorieux ont envoyé plus de 250 000 soldats de l'ARVN dans des camps de prisonniers où ils ont été régulièrement torturés et assassinés, certains pendant onze années consécutives. Les communistes appelaient ces camps de prisonniers des "camps de rééducation". Les Américains et les Sud-Vietnamiens avaient posé de vastes champs de mines pendant la guerre, et les anciens soldats de l'ARVN ont été chargés de les déminer. Des milliers de personnes sont mortes de maladie et de faim et ont été enterrées dans des tombes anonymes. Le cimetière militaire national sud-vietnamien a été vandalisé et abandonné, et une fosse commune de soldats de l'ARVN a été aménagée à proximité. Au début des années 2000, l'organisation caritative "The Returning Casualty" a tenté de déterrer et d'identifier les restes de certaines tombes du camp et de restaurer le cimetière. Le journaliste Morley Safer, qui est revenu en 1989 et a vu la pauvreté d'un ancien soldat, a décrit l'ARVN comme "cette armée misérable qui a été damnée par les vainqueurs, abandonnée par ses alliés, et royalement et continuellement baisée par ses commandants".

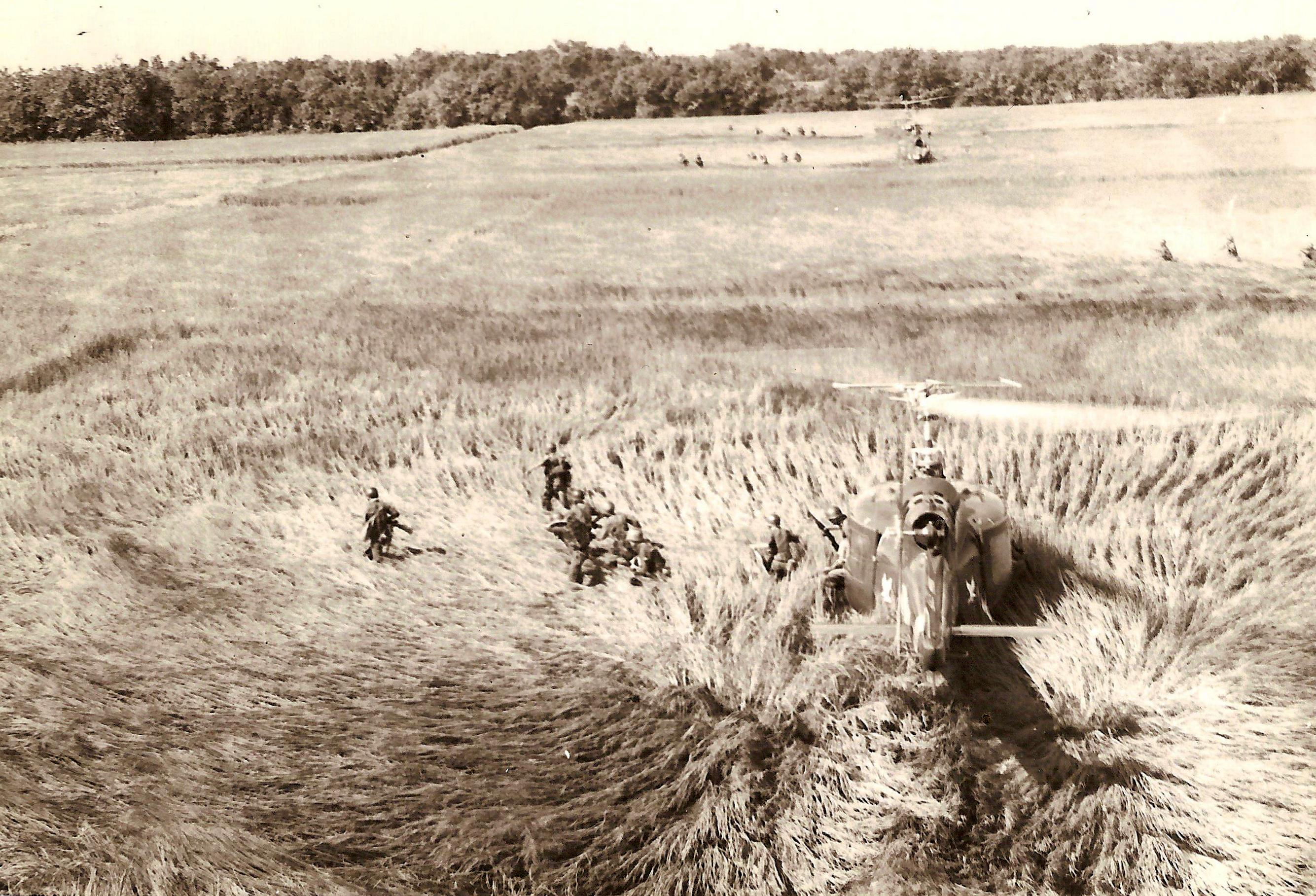
Opérations de l'ARVN, 1965
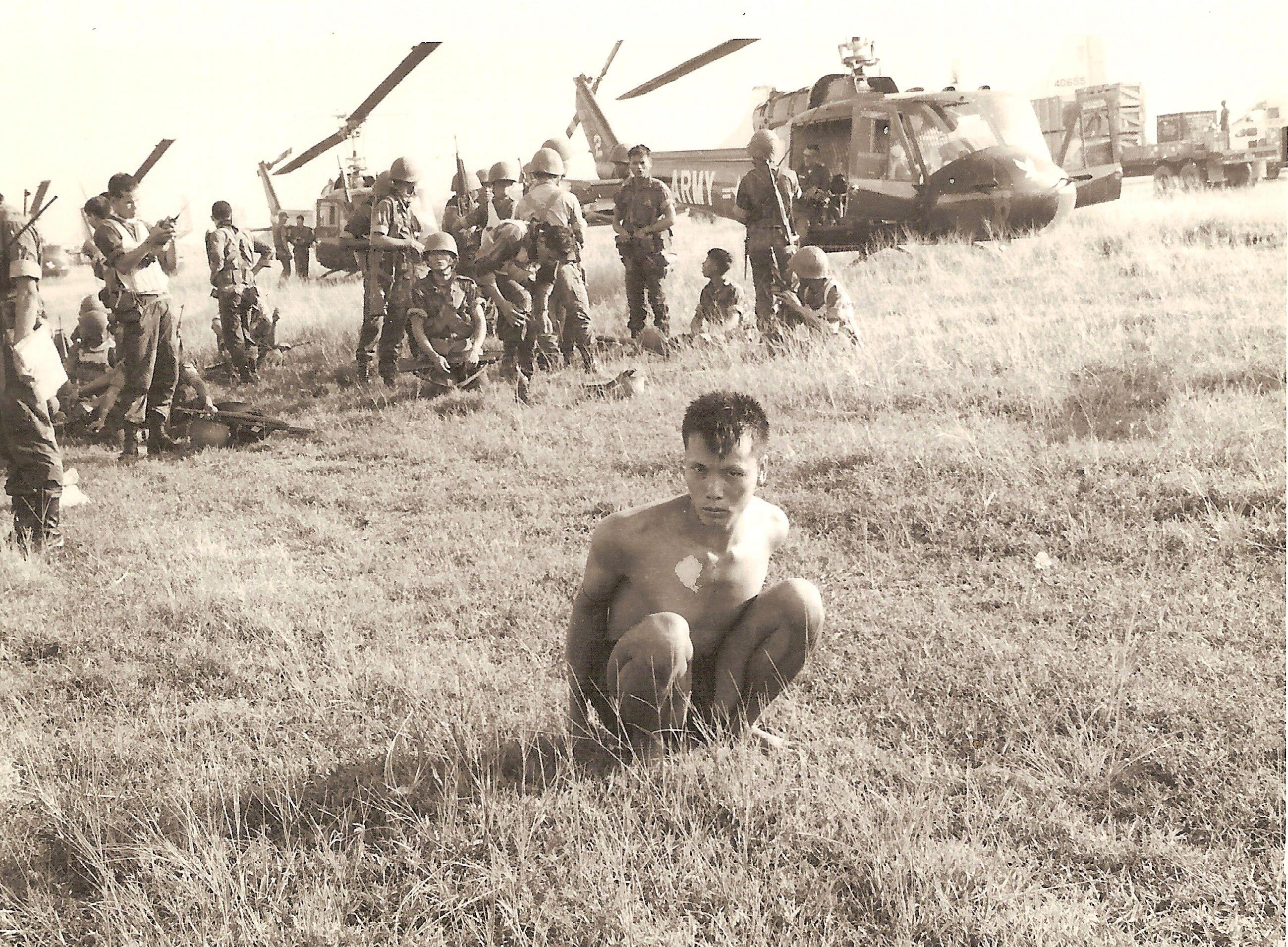
Troupes de l'ARVN avec un membre présumé du VC, 1965
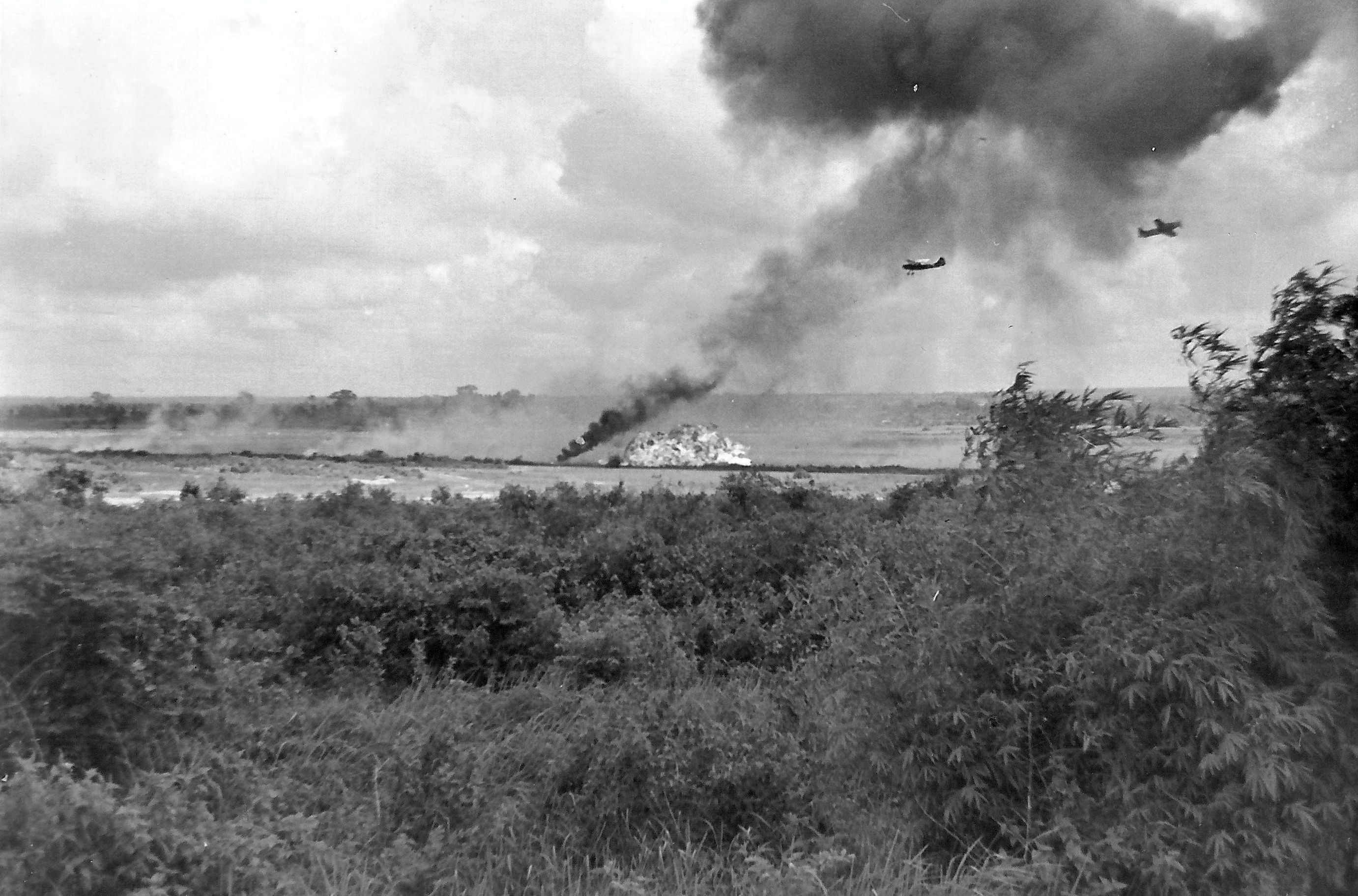
Un Douglas A-1 Skyraider, A1E, largue du napalm sur une cible repérée par un O-1 Bird Dog.

## Formations et unités
La structure de l'armée de 1956, composée de quatre divisions d'infanterie conventionnelles (8 100 hommes chacune) et de six divisions légères (5 800 hommes chacune), a été réorganisée selon les conseils des Américains en sept divisions d'infanterie complètes (10 450 hommes chacune) et trois quartiers généraux de corps d'armée en septembre 1959. L'ensemble des trois services armés comptait environ 137 000 hommes en 1960. Face à la menace communiste, l'armée est portée à 192 000 hommes avec quatre corps d'armée, neuf divisions, une brigade aéroportée, un groupe SF, trois régiments distincts, un régiment territorial, 86 compagnies de rangers et 19 bataillons distincts, ainsi que des unités de soutien en 1963, pour atteindre un effectif de 355 135 hommes en 1970. Entre-temps, les forces de milice de soutien sont passées d'une taille initiale combinée de 116 000 en 1956 à 86 000 en 1959, puis ont été portées à 218 687 membres de la Force régionale et 179 015 membres de la Force populaire en 1970. On peut imaginer l'effet de l'expansion de la force terrestre totale d'environ 220 000 en 1960 à environ 750 000 en 1970, ainsi que les problèmes de qualité des troupes qui en ont découlé.

### Corps
- I Corps/CTZ
- II Corps/CTZ
- III Corps/CTZ
- IV Corps/CTZ
- 44e Zone tactique spéciale

### Divisions
- 1re division d'infanterie - Les Français ont formé le Groupe mobile no 21 en 1953, rebaptisé 21e division d'infanterie en janvier 1955, puis 1re division d'infanterie plus tard dans l'année. Les 1re et 2e division ont été créées, selon Gordon Rottman, le 1er janvier 1959[30]. Considérée comme « l'une des meilleures unités de combat sud-vietnamiennes »[réf. nécessaire]. Basée à Hué, elle comptait quatre régiments au lieu de trois. Unités constitutives :
  - 1er, 3e, 51e et 54e régiment d'infanterie
  - 10e, 11e, 12e et 13e bataillon d'artillerie
  - 7e escadron de cavalerie blindée
  - Équipes consultatives américaines 3 et 4 (renumérotées 18 et 19 en 1968)

- 2e division d'infanterie - Les Français ont formé le groupe mobile no 32 en 1953, rebaptisé 32e division en janvier 1955, puis 2e division plus tard dans l'année. Basée à Quảng Ngãi, elle était considérée comme une "assez bonne" division. Unités constitutives :
  - 4e, 5e et 6e régiment d'infanterie
  - 20e, 21e, 22e et 23e bataillon d'artillerie
  - 4e escadron de cavalerie blindée
  - Équipe consultative américaine 2 (renuméroté 17 en 1968).

- 3e division d'infanterie - levée en octobre 1971 à Quảng Trị. Un régiment provient de la 1re division (le 2e régiment d'infanterie). Basée à Da Nang. Elle s'est effondrée lors de l'offensive de Pâques 1972, a été reconstituée et a été détruite à Da Nang en 1975. Unités constitutives :
  - 2e, 56e et 57e régiment d'infanterie
  - 30e, 31e, 32e et 33e bataillon d'artillerie
  - 20e escadron de cavalerie blindée
  - Équipe consultative américaine 155

- 5e division d'infanterie - Formée à l'origine au Nord-Vietnam sous le nom de 6e division (communément appelée division "Nung"), elle a été rebaptisée 3e division de campagne après son transfert à Song Mao, puis 5e division en 1959. De nombreux Nungs se trouvaient à l'origine dans ses rangs. Elle se trouvait à Biên Hòa en 1963 et a participé au renversement de Diệm. Elle opère ensuite au nord de Saïgon. Elle entre au Cambodge en 1970 et défend An Lộc en 1972. Unités constitutives :
  - 7e, 8e et 9e régiment d'infanterie
  - 50e, 51e, 52e et 53e bataillon d'artillerie
  - 1er escadron de cavalerie blindée
  - Équipe consultative américaine 70

- 7e division d'infanterie - Formée par les Français sous le nom de 7e groupe mobile, elle devient la 7e division en 1959. Elle a servi dans le delta du Mékong de 1961 à 1975. Unités constitutives :
  - 10e, 11e et 12e régiment d'infanterie
  - 70e, 71e, 72e et 73e bataillon d'artillerie
  - 6e escadron de cavalerie blindée
  - Équipe consultative américaine 75

- 9e division d'infanterie - Formée en 1962, dans le nord du delta du Mékong. Unités constitutives :
  - 14e, 15e et 16e régiment d'infanterie
  - 90e, 91e, 92e et 93e bataillon d'artillerie
  - 2e escadron de cavalerie blindée
  - Équipe consultative américaine 60

- 18e division d'infanterie - Constituée sous le nom de 10e division en 1965. Rebaptisée 18e division en 1967 (le numéro dix signifiait le pire dans l'argot des GI). Basée à Xuân Lộc. Rendue célèbre par la défense de cette ville pendant un mois en mars-avril 1975. Unités constitutives :
  - 43e, 48e et 52e régiment d'infanterie
  - 180e, 181e, 182e et 183e bataillon d'artillerie
  - 5e escadron de cavalerie blindée
  - Équipe consultative américaine 87

- 21e division d'infanterie - Les 1re et 3e divisions légères de l'ARVN ont été formées en 1955, puis rebaptisées 11e et 13e division légère en 1956. Elles ont été combinées pour former la 21e division en 1959. Elle a servi principalement près de Saïgon et dans le delta du Mékong. Unités constitutives :
  - 31e, 32e et 33e régiment d'infanterie
  - 210e, 211e, 212e et 213e bataillon d'artillerie
  - 9e escadron de cavalerie blindée
  - Équipe consultative américaine 51

- 22e division d'infanterie - Initialement créée sous le nom de 4e division d'infanterie, qui a existé brièvement dans les années 1950, elle a été rebaptisée 22e division, car le chiffre quatre est considéré comme un chiffre malchanceux au Viêt Nam (il sonne en vietnamien comme le mot pour la mort). Les 2e et 4e division légère de l'ARVN ont été formées en 1955 ; la 4e a été rebaptisée 14e division légère en 1956. Elles ont été combinées pour former la 22e division en 1959. Elle a servi près de Kon Tum et ailleurs dans les hauts plateaux du centre. Elle s'est effondrée en 1972 et se trouvait en 1975 dans la province de Bình Định. Elle a été évacuée au sud de Saigon lors de la chute du front des hauts plateaux et a été l'une des dernières unités de l'ARVN à se rendre. Unités constitutives :
  - 40e, 41e, 42e et 47e régiment d'infanterie
  - 220e, 221e, 222e et 223e bataillon d'artillerie
  - 19e escadron de cavalerie blindée
  - Équipe consultative américaine 22

- 23e division d'infanterie - À l'origine, la 5e division légère a été rebaptisée 23e division en 1959. Elle opère au centre du Viêt Nam et entre au Cambodge en 1970. Elle s'est bien battue en 1972, défendant avec succès Kon Tum, mais a été anéantie en 1975 lors de la défense de Ban Me Thout. Unités constitutives :
  - 43e, 44e, 45e et 53e régiment d'infanterie
  - 230e, 231e, 232e et 233e bataillon d'artillerie
  - 8e escadron de cavalerie blindée
  - Équipe consultative américaine 33

- 25e division d'infanterie - Formée à Quảng Ngãi en 1962, elle s'installe au sud-ouest de Saigon en 1964. Elle est entrée dans la brèche de Parrot, au Cambodge, en 1970, et a défendu les approches occidentales de Saigon en 1972 et 1975. Unités constitutives :
  - 46e, 49e et 50e régiment d'infanterie
  - 250e, 251e, 252e et 253e bataillon d'artillerie
  - 10e escadron de cavalerie blindée
  - Équipe consultative américaine 99

- Division aéroportée - formée à l'origine par les Français sous le nom de Groupe aéroporté en 1955. Devenue brigade en 1959, elle a été transformée en division en 1965. Basée à la base aérienne de Tan Son Nhut, elle a été utilisée comme brigade de pompiers dans tout le Sud-Vietnam. Il comprenait 9 bataillons aéroportés et 3 bataillons de rangers aéroportés. Elle a combattu au Cambodge en 1970 et au Laos en 1971. Elle a été utilisée comme groupe de brigades en 1975, la 1re à Xuân Lộc, la 2e à Phan Rang, et la 3e à Nha Trang. Une 4e brigade a été ajoutée en 1974. Unités constitutives :
  - 1re brigade aéroportée
  - 1er, 8e et 9e bataillon aéroporté
  - 1er bataillon d'artillerie aéroportée
  - 2e brigade aéroportée
  - 5e, 7e et 11e bataillon aéroporté
  - 2e bataillon d'artillerie aéroportée
  - 3e brigade aéroportée
  - 2e, 3e et 6e bataillon aéroporté
  - 3e bataillon d'artillerie aéroportée
  - 4e brigade aéroportée
  - 4e et 10e bataillon aéroporté
  - Équipe consultative aéroportée américaine 162

### Rangers, forces spéciales et garde présidentielle
- Rangers de l'ARVN[31] (Biệt Động Quân)
  - 1er groupe de Rangers[32]: 21e, 37e et 39e bataillon de Rangers
  - 2e groupe de Rangers[33]: 11e, 22e et 23e bataillon de Rangers
  - 3e groupe de Rangers[34]: 31e, 36e et 52e bataillon de Rangers
  - 4e groupe de Rangers[35]: 42e, 43e et 44e bataillon de Rangers
  - 5e groupe de Rangers[36]: 33e, 34e et 38e bataillon de Rangers
  - 6e groupe de Rangers[36]: 35e, 51e et 54e bataillon de Rangers
  - 7e groupe de Rangers[37]: 32e et 85e bataillon de Rangers
  - 8e groupe de Rangers[38]: 84e et 87e bataillon de Rangers
  - 9e groupe de Rangers[39]: 91e et 92e bataillon de Rangers

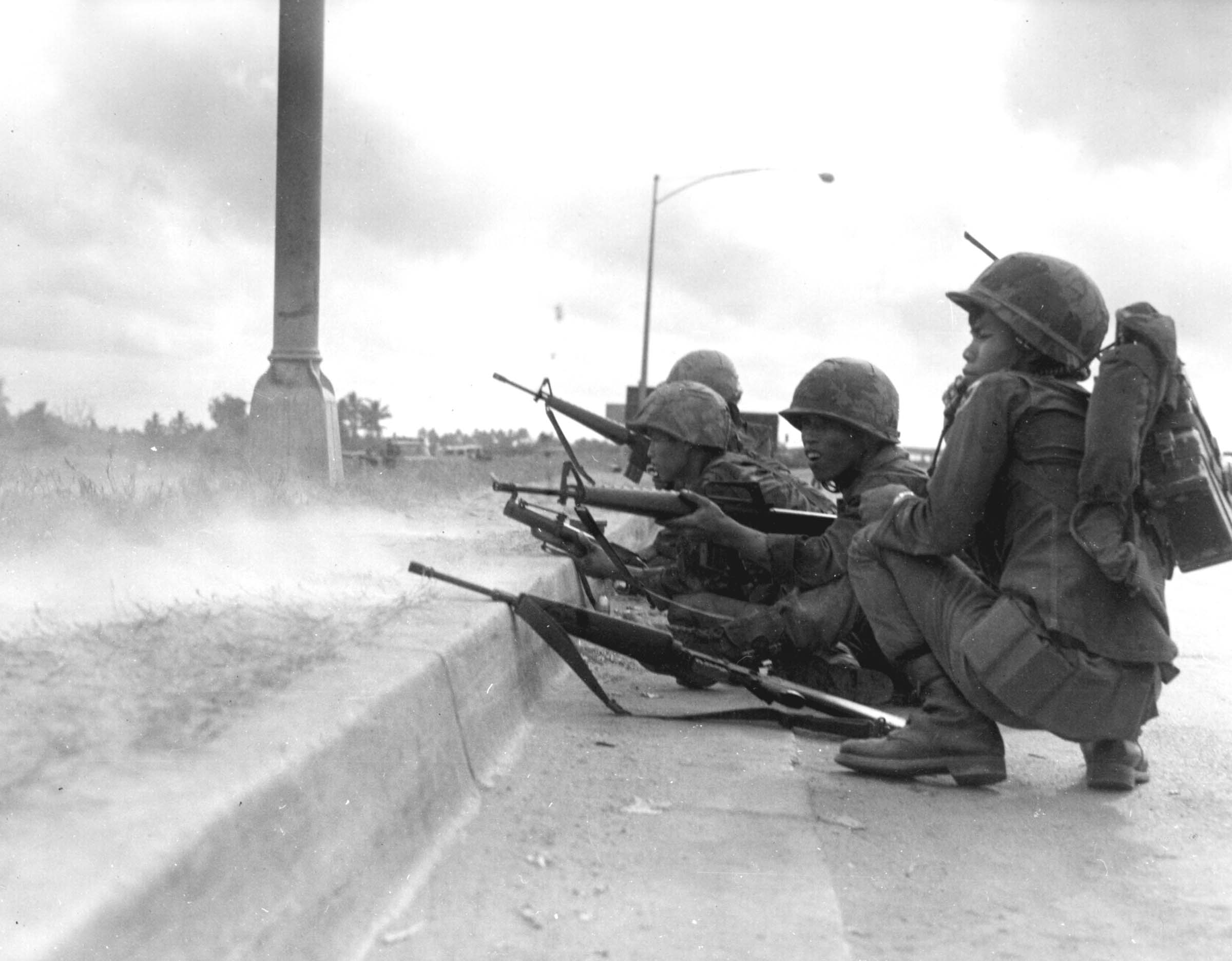
Rangers de l'ARVN combattant à Saigon pendant l'offensive du Tết, 1968.

  - 81e groupe de Rangers[40]: 81e bataillon de Rangers (aéroporté)
  - Forces spéciales de l'ARVN (Lực Lượng Đặc Biệt ou LLDB)
  - Garde présidentielle (Lữ đoàn Liên binh phòng vệ Tổng Thống Phủ)

### Unités blindées (incomplètes)
- 3e escadron de cavalerie blindée, IIe corps d'armée
- 20e régiment de chars, 1er corps

Drapeaux d'unité
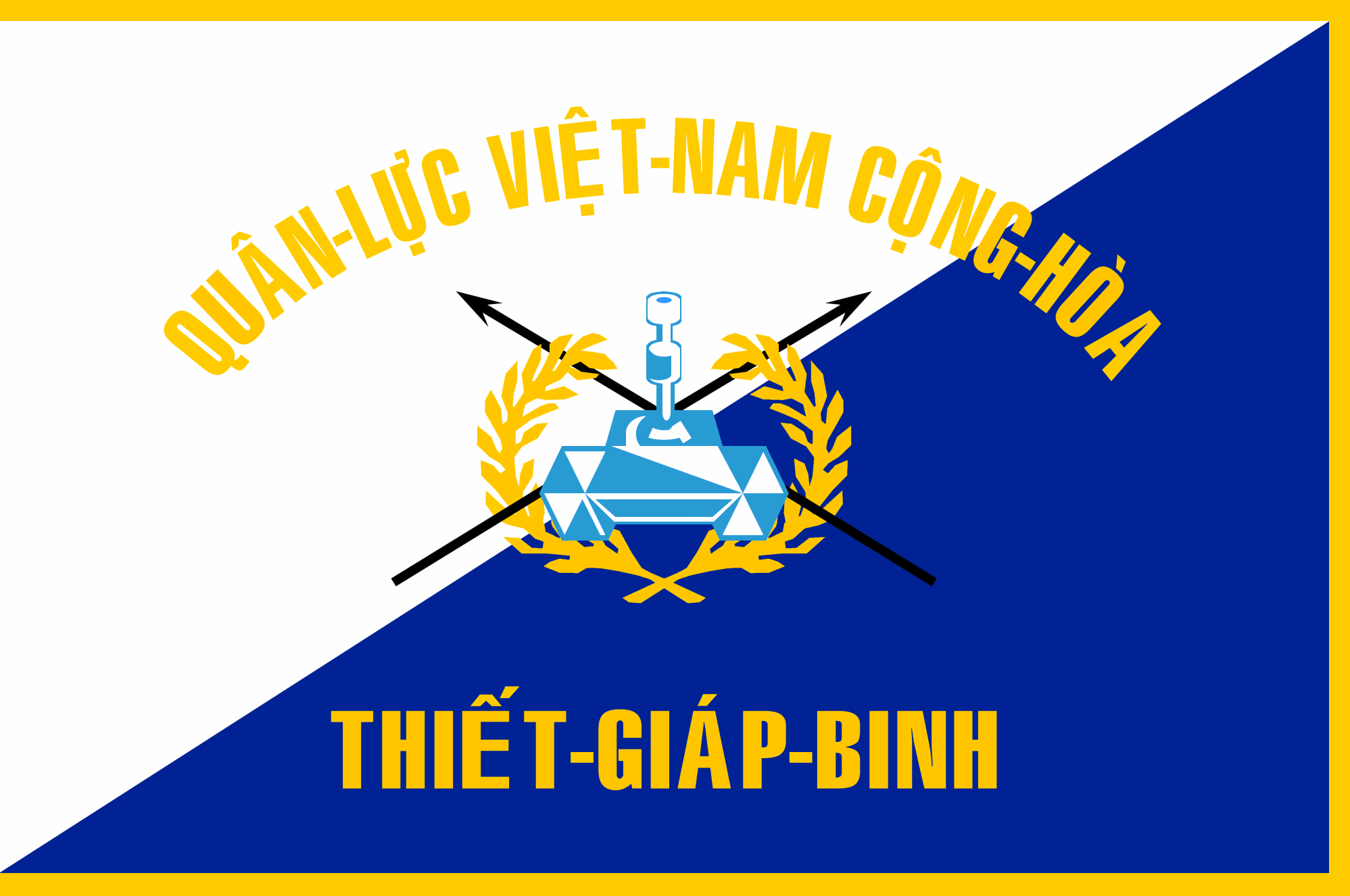
Le drapeau du régiment de cavalerie blindée de l'armée de la république du Viêt Nam, utilisé entre 1957 et 1975..
Le drapeau des forces de sécurité de la zone spéciale de la capitale, utilisé entre 1965 et 1975.
Le drapeau du corps de la police militaire sud-vietnamienne, utilisé entre 1955 et 1975.
Le drapeau des forces d'artillerie de l'ARVN, utilisé entre 1951 et 1975..
Le drapeau des forces du génie militaire de l'ARVN, utilisé entre 1955 et 1975.

## Généraux
- Cao Văn Viên, président de l'État-major général interarmées
- Đặng Văn Quang, conseiller à la sécurité nationale du président Nguyễn Văn Thiệu.
- Đỗ Cao Trí, commandant du IIIe corps de l'ARVN entre 1968 et 1971, connu pour ses prouesses au combat, mais aussi pour son style de vie flamboyant et ses allégations de corruption.
- Dương Văn Minh, leader du coup d'État de 1963, devenu par la suite le dernier président du Sud-Vietnam.
- Lê Minh Đảo, commandant de la 18e division qui a combattu les forces du PAVN à Xuân Lộc en 1975.
- Lê Nguyên Khang, commandant du corps des Marines de la république du Viêt Nam.
- Lê Nguyên Vỹ, dernier commandant de la 5e division, l'un des 5 généraux qui se sont suicidés le 30 avril 1975.
- Lê Văn Hưng, défenseur d'An Lộc lors de l'offensive de Pâques en 1972, l'un des cinq généraux qui se sont suicidés le 30 avril 1975.
- Ngô Quang Trưởng, commandant de corps de l'ARVN réputé pour sa compétence, son sens tactique, sa franchise et son incorruptibilité. Largement considéré par ses contemporains américains et vietnamiens comme le meilleur commandant de terrain de l'ARVN.
- Nguyễn Văn Hiếu
- Nguyễn Khánh, chef d'État 1964-65
- Nguyễn Khoa Nam, dernier commandant du IVe corps d'armée, l'un des cinq généraux qui se sont suicidés le 30 avril 1975
- Nguyễn Viết Thanh, commandant de la 7e division, puis du IVe corps.
- Nguyễn Chánh Thi, "spécialiste des coups d'État", commandant du Ier corps d'armée en 1964-1966.
- Nguyễn Văn Thiệu, président en 1967-71, 1971-75
- Phạm Văn Đồng, gouverneur militaire de Saigon 1965-1966, a réprimé le mouvement bouddhiste.
- Phạm Văn Phú, dernier commandant du IIe corps d'armée, l'un des 5 généraux qui se sont suicidés le 30 avril 1975.
- Trần Văn Minh, ambassadeur de la république du Viêt Nam à Tunis, Tunisie 1969-75
- Trần Văn Hai, dernier commandant de la 7e division 1974-75, l'un des cinq généraux qui se sont suicidés le 30 avril 1975.
- Trần Quang Khôi, dernier commandant de l'ARVN III et du IIIe corps d'armée. Assault Task Force (ATF), il a été capturé à la fin de la bataille le 30 avril 1975 et a passé 17 ans dans un camp de rééducation.

## Équipement
L'ARVN a hérité du mélange d'armes françaises et américaines de la VNA, mais a été progressivement rééquipée, d'abord avec des armes américaines datant de la Seconde Guerre mondiale et de la guerre de Corée, puis, à partir du milieu des années 1960, avec une gamme d'armes américaines plus récentes.

### Armes de combat à main nue

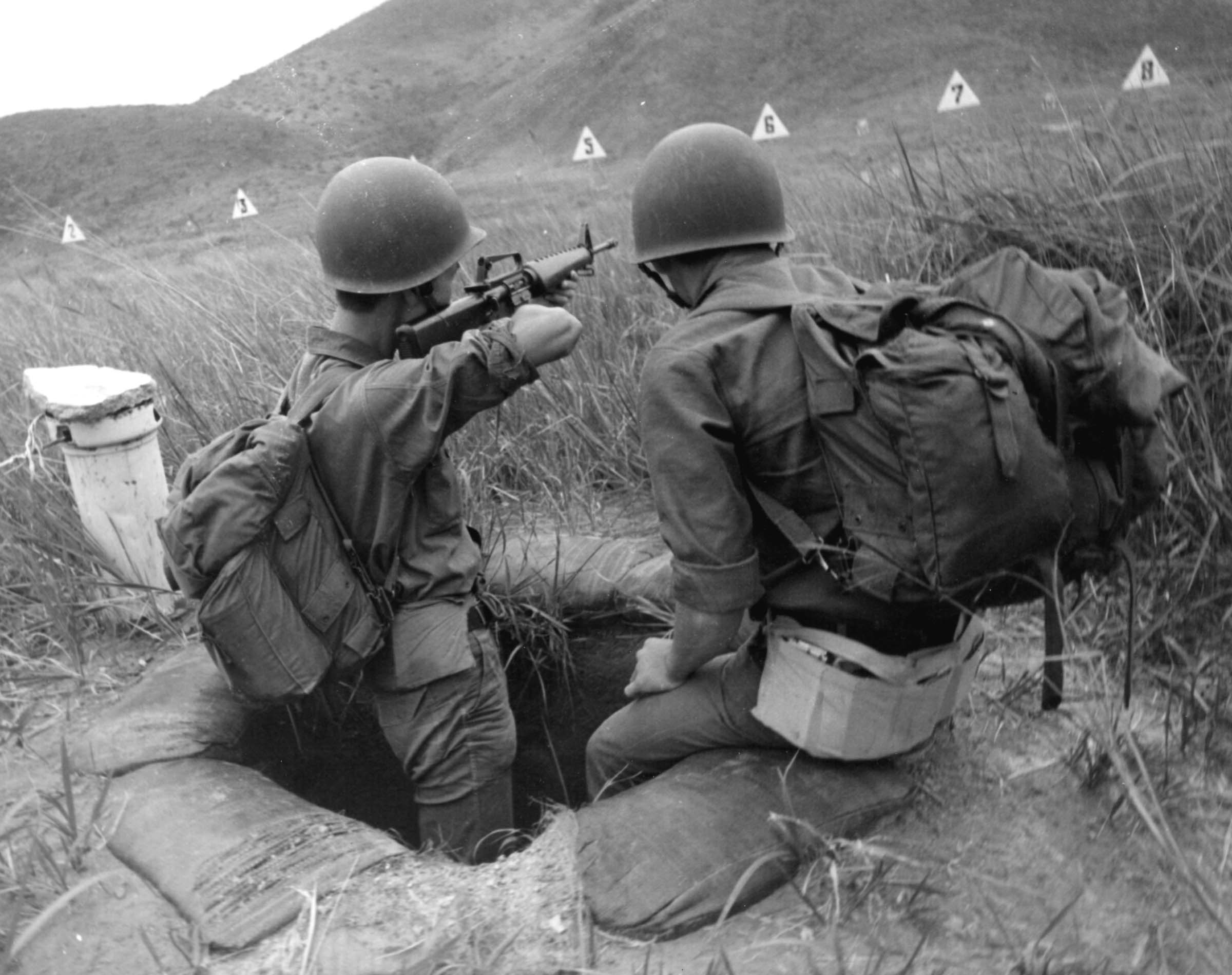
Entraînement au champ de tir avec le nouveau fusil M16.

- Baïonnette M1905 – utilisé sur le M1 Garand.[réf. nécessaire]
- Baïonnette M1 – utilisé sur le M1 Garand.[réf. nécessaire]
- Baïonnette M4 – utilisé sur le M1 Garand et la carabine M2[41].:39
- Baïonnette M5 – utilisé sur le M1 Garand[41].:39
- Baïonnette M7 – utilisé sur le M16[41].:39
- Arbalète – utilisé par les Montagnards sud-vietnamiens[42]

### Pistolets et révolvers
- Colt M1911A1 – arme de poing standard de l'ARVN[43]:45
- Colt Detective Special – Revolver .38 Special, utilisé par certains officiers de l'ARVN[43]:45
- M1917 – Revolver .45 ACP utilisé par l'ARVN au début de la guerre[44]:21
- Smith & Wesson Model 10 – Revolver .38 Special[43]:47

### Fusils d'infanterie
- M1 Garand[45]:51–2
- M1, M1A1, & M2 Carbine[45]:51–2

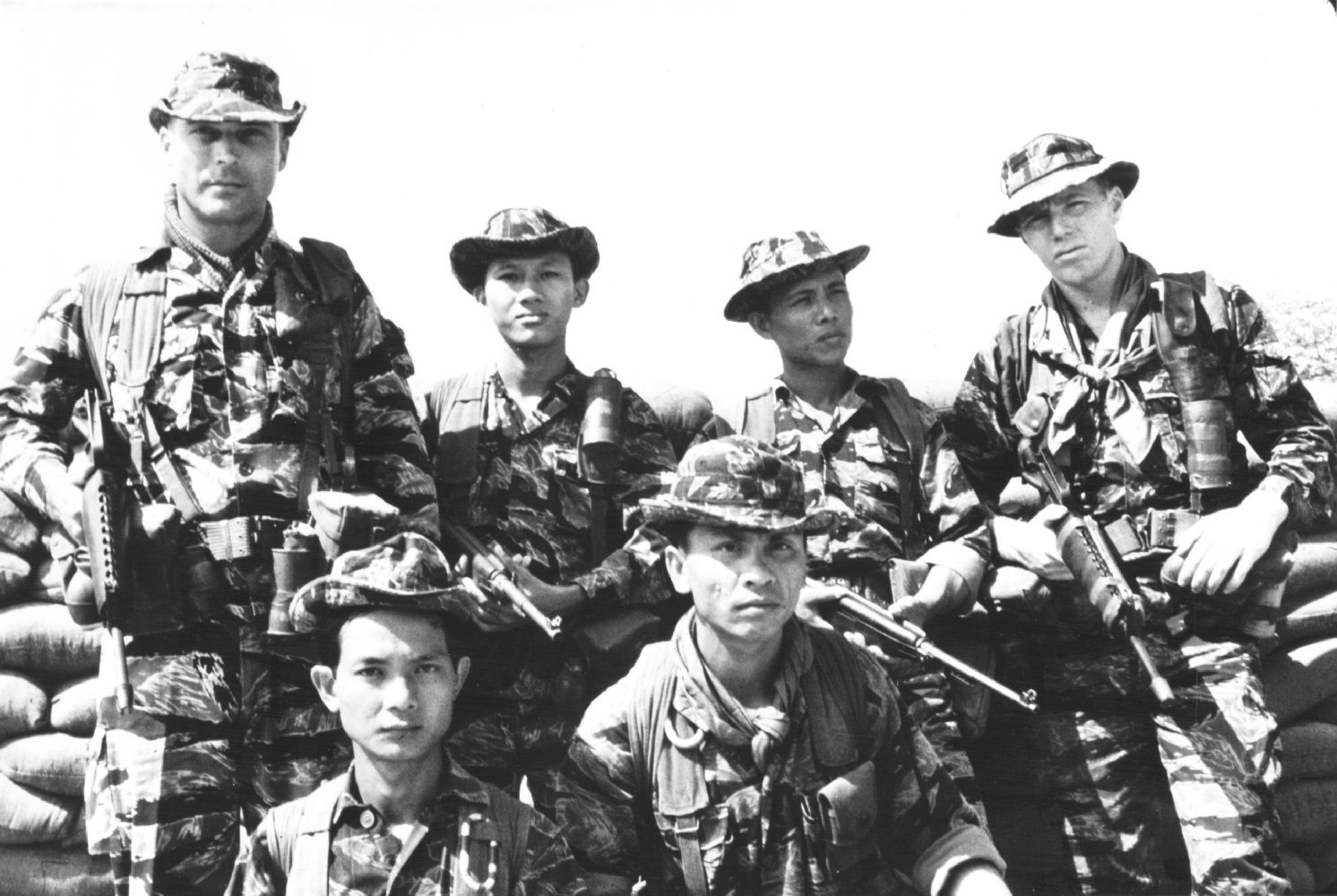
Forces spéciales de l'ARVN équipées de carabines M1

- M16A1 – a remplacé le fusil M1 Garand et les carabines M1/2 à partir de 1968[46]
- CAR-15 – Variante de carabine du M16 produite en nombre très limité, utilisée très tôt par les opérations spéciales. Complétée plus tard par le XM177 amélioré.
- XM177 (Colt Commando)/GAU-5 – poursuite du développement du CAR-15[47]
- MAS 36 – utilisée par les milices sud-vietnamiennes[48]
- AK-47, AKM et Type 56 – Les fusils capturés ont été utilisés par les Sud-Vietnamiens[43].:18

### Pistolets mitrailleurs
- Carl Gustav M/45 – remplacée par la suite par le Smith & Wesson M76 à la fin des années 1960. Un grand nombre d'entre eux ont été utilisés par les Sud-Vietnamiens[47].
- M3 Grease gun[47],[44]:41
- Madsen M-50 – utilisés par les forces sud-vietnamiennes, fournis par la CIA[44].:41
- MAS 38 – utilisée par les milices sud-vietnamiennes[49].:22
- MAT 49 – utilisés par les milices sud-vietnamiennes[48].
- MP 40– fournis par la CIA[44]:41
- Thompson
- Uzi[50]

### Fusils de chasse
- Ithaca 37 – fusil à pompe[47]

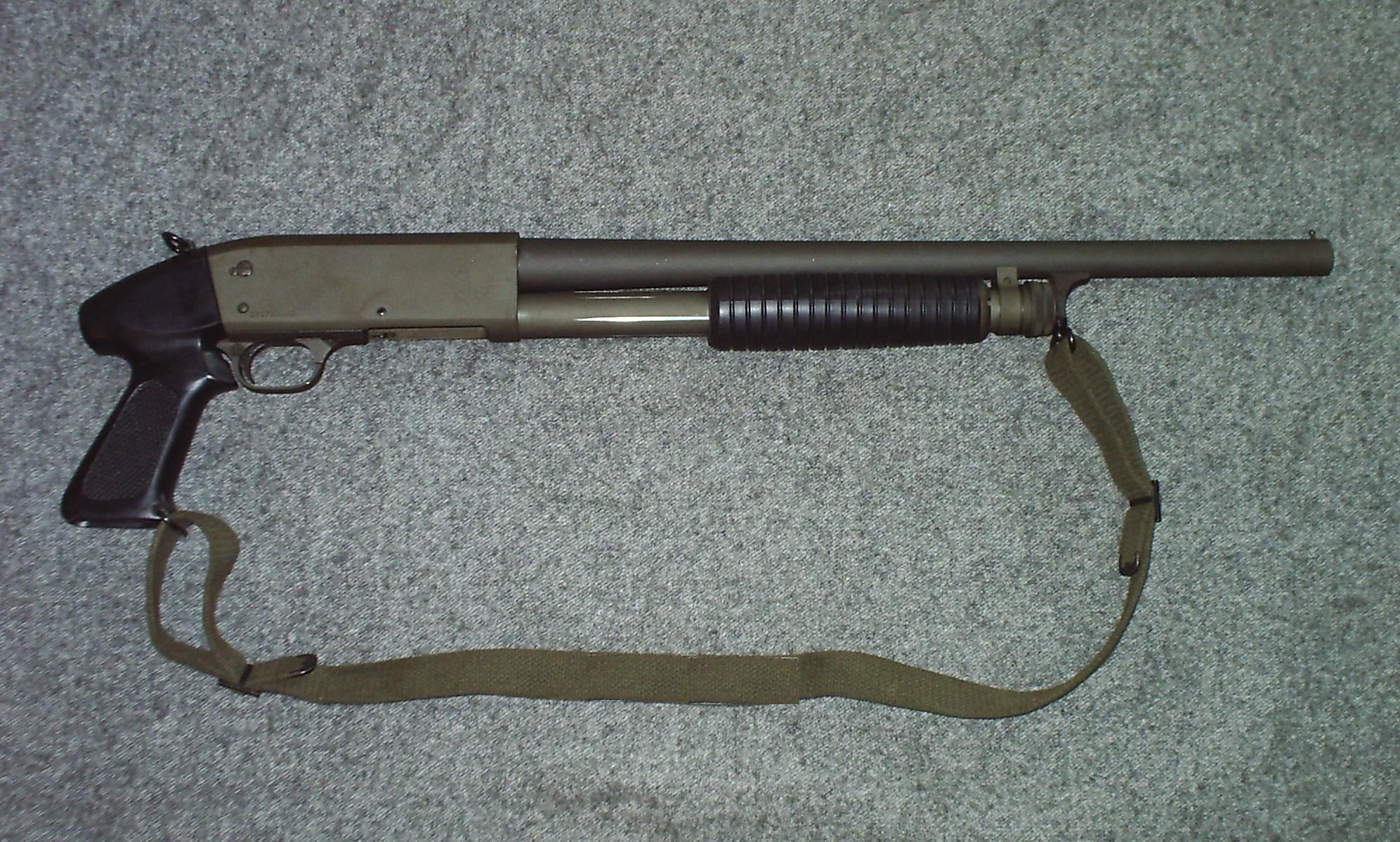
Ithaca 37

- Remington Model 31 – fusil à pompe[44]:42
- Stevens Model 77E – fusil à pompe[51]

### Mitrailleuses
- M60 machine gun – mitrailleuse polyvalente standard tout au long de la guerre[50].:20
- Colt Machine Gun – mitrailleuse légère expérimentale déployée par le SEAL Team 2 en 1970[47].
- M1918 Browning Automatic Rifle – utilisée au début de la guerre[45]:60
- FM 24/29 light machine gun – utilisée par les milices sud-vietnamiennes[48]:720
- M1919 Browning machine gun (et ses variantes telles que le M37)[41]:11
- Browning M2HB .50cal Heavy Machine Gun[47]

### Grenades et mines

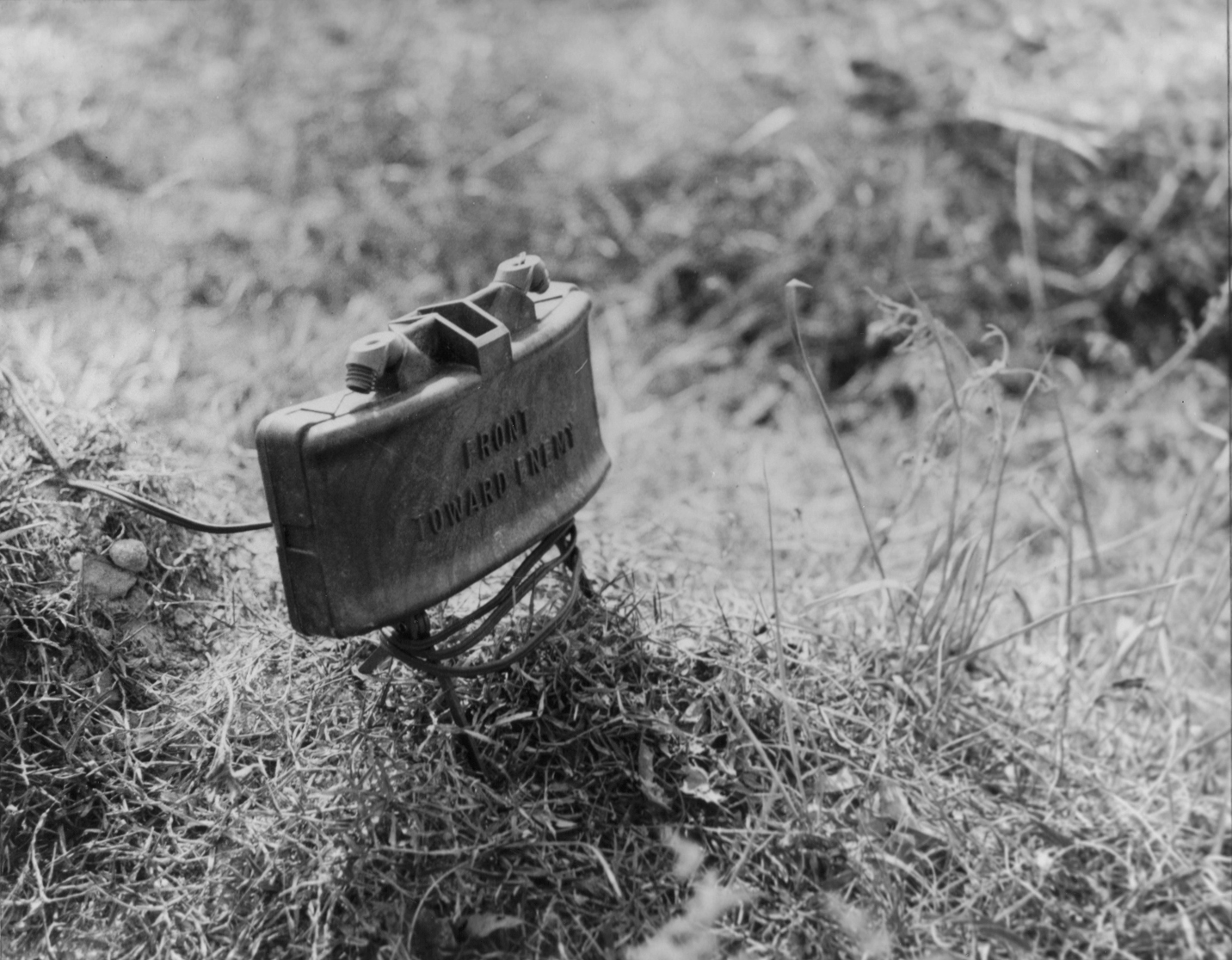
Mine antipersonnel Claymore utilisée au Vietnam

- AN-M8 – grenade fumigène blanche[41]:56
- C4 - explosif[52]
- Mark 2 fragmentation grenade[41]:26
- M1 smoke pot[52]:45
- M26 fragmentation grenade et de nombreuses sous-variantes[41]:{{{1}}}
- M59 and M67 fragmentation grenade[41]:28
- AN/M14 TH3 thermite grenade – grenade incendiaire utilisée pour détruire des équipements et pour déclencher des incendies[41].:56
- M15 and M34 smoke grenades – remplis de phosphore blanc qui s'enflamme au contact de l'air et produit une épaisse fumée blanche[41].:56 Utilisé à des fins de signalisation et de filtrage, ainsi que comme arme antipersonnel dans les espaces clos, car le phosphore blanc brûlant consume rapidement l'oxygène, asphyxiant les victimes.
- M18 grenade Smoke Hand Grenade – grenade de signalisation et de filtrage disponible en rouge, jaune, vert et violet[41].:56
- V40 Mini-Grenade[41]:29
- OF 37 grenade et DF 37 grenade - grenades françaises utilisées par l'ARVN dans les années 1950[41]:18
- M18/M18A1 Claymore – mine antipersonnel directionnelle à détonation commandée[43]:45

### Lance-grenades et lance-roquettes
- M7 and M8 rifle grenade launcher – lance-grenades à fusil utilisé avec respectivement le M1 Garand et la carabine M1, utilisés par les Sud-Vietnamiens. Il pouvait tirer des M9 et des grenades à fusil M17[53].:430
- M79 Grenade Launcher[47],[53]:430
- M203 grenade launcher – lance-grenades de 40 mm à un coup conçu pour être monté sur un fusil M16 (ou une carabine XM177, avec des modifications apportées au lanceur)[47],[53].:430

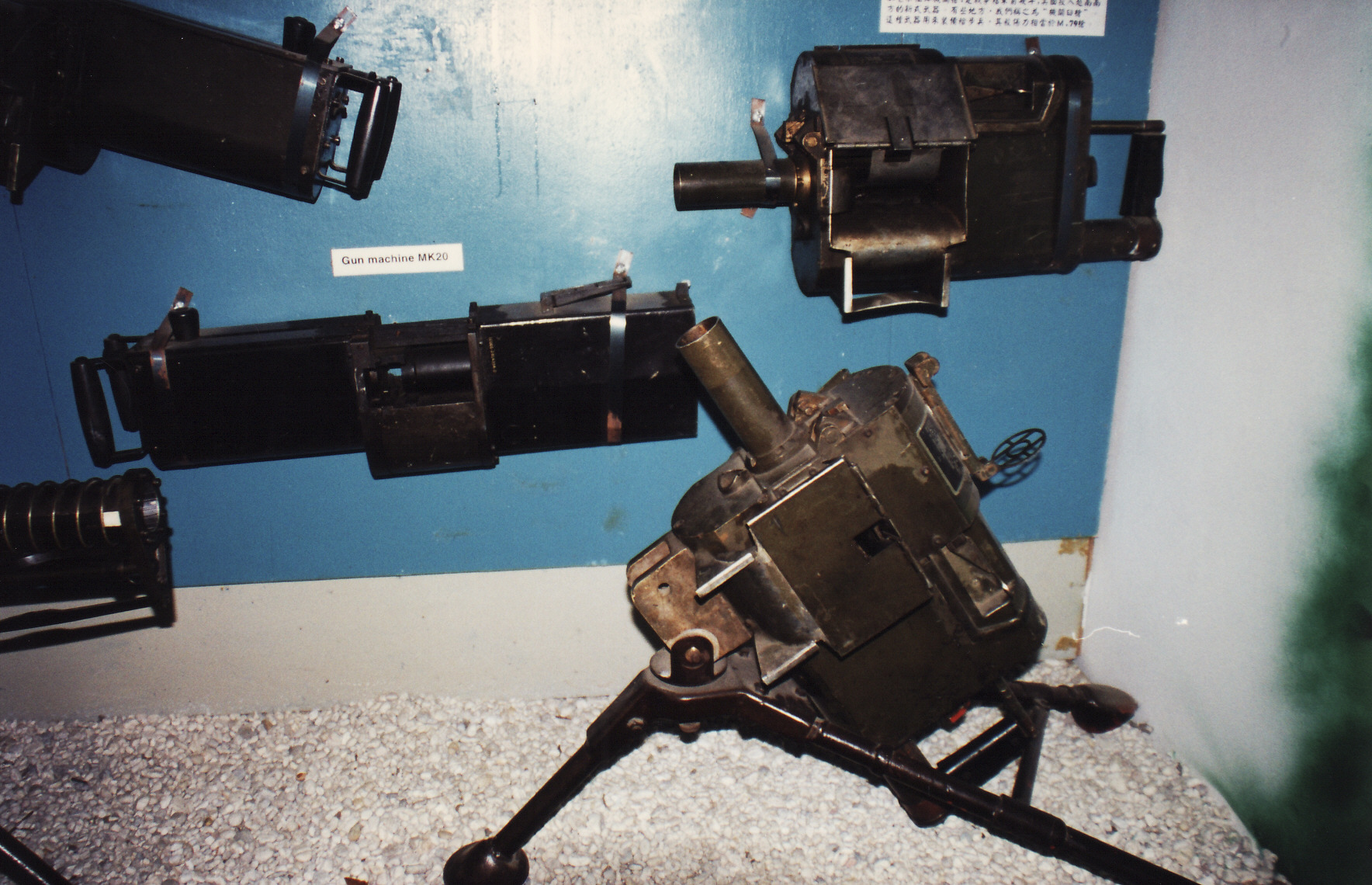
Lance-grenades M18 et Mk 20

- Mark 18 Mod 0 grenade launcher – Hand-cranked, belt-fed, 40x46mm grenade launcher[54]
- Bazooka – La variante M9 a été fournie à l'ARVN pendant les premières années de la guerre[43],:7,34 tandis que le M20 "Super Bazooka" a été utilisé par l'ARVN jusqu'à l'introduction complète du fusil sans recul M67 de 90 mm et du M72 LAW[55].
- M72 LAW – Lance-roquettes antichars de 66 mm[53].:987
- XM202 – Lance-roquettes incendiaires expérimentales à quatre coups de 66 mm[56].
- BGM-71 TOW – missile antichar filoguidé[57]:215–7

### Armes d'appui à l'infanterie
- M18 recoilless rifle – Canon sans recul de 57 mm tiré à l'épaule et monté sur trépied, utilisé au début de la guerre[43]:35
- M20 recoilless rifle – Canon sans recul de 75 mm monté sur trépied ou sur véhicule, utilisé au début de la guerre[43].:7
- M67 recoilless rifle – Canon antichar sans recul de 90 mm tiré à l'épaule, utilisé par les forces sélectionnées de l'ARVN[43].:7
- Canon sans recul M40 Canon sans recul de 106 mm monté sur trépied/véhicule[43].:7
- M2 mortar – Mortier de 60 mm, utilisé en conjonction avec le mortier M19, plus léger mais moins précis et de moindre portée[43]:15
- M19 mortar – Mortier de 60 mm, utilisé en conjonction avec le mortier M2, plus ancien et plus lourd[43].:15
- Brandt Mle 27/31[43]:9
- M1 mortar – Mortier de 81 mm[43]:9
- Mortier M29 de 81 mm – Mortier de 81 mm[43]:9
- M30 mortar - Mortier de 107 mm[43]:32

### Artillerie

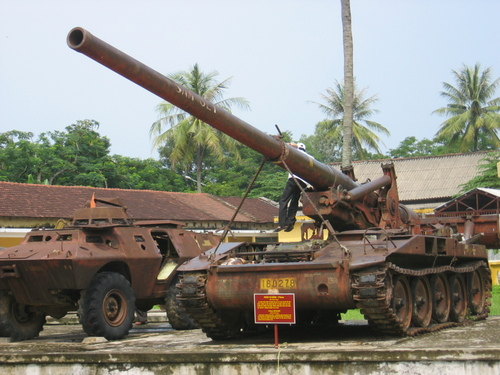
V-100 et M107 au musée militaire de Hué

- 105 mm Howitzer M101A1/M2A1[53]:71
- 105 mm Howitzer M102[53]:71
- M107 Canon automoteur de 175 mm[53]:71

### Véhicules de combat

#### Chars

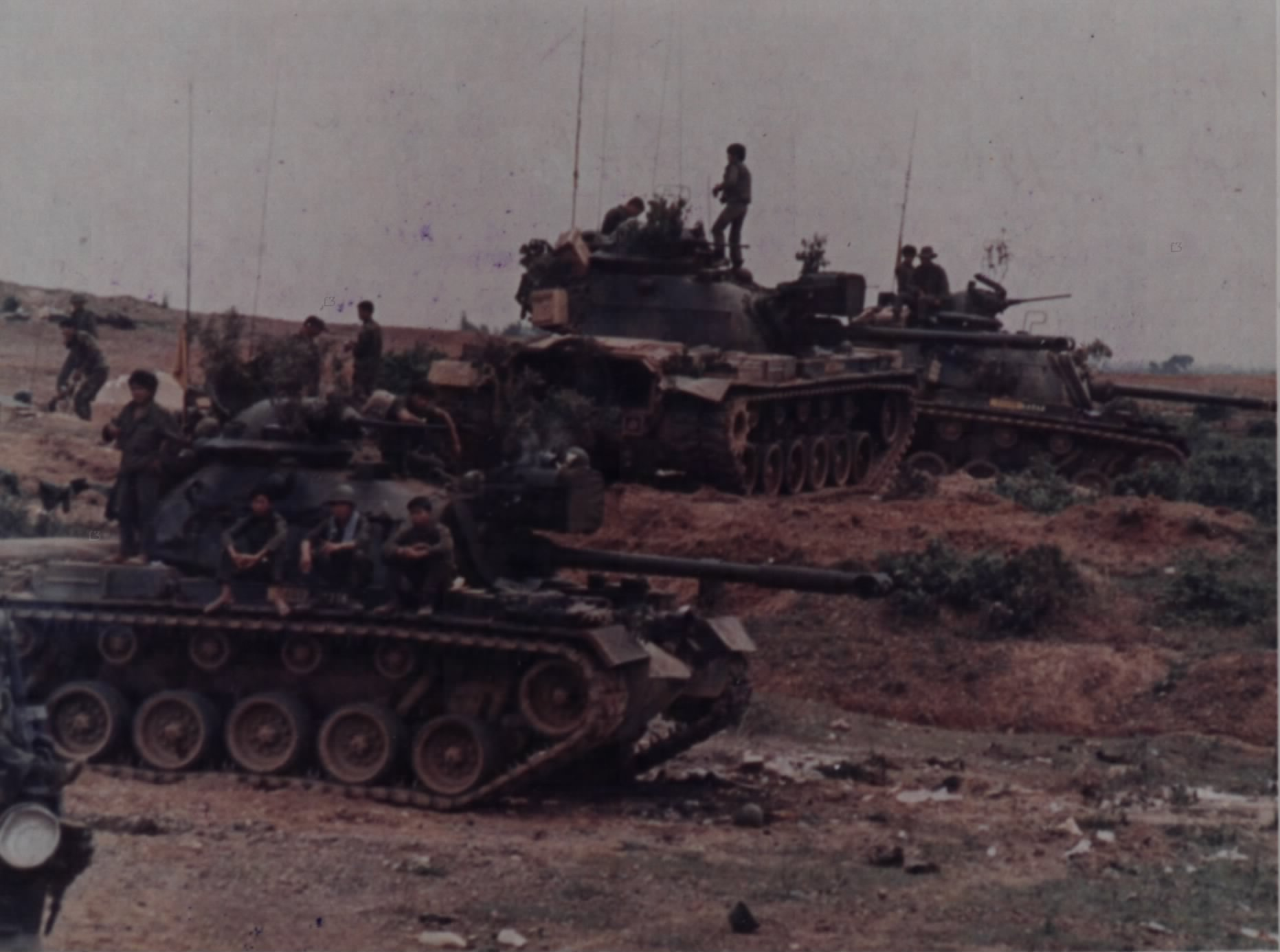
Les M48 de l'ARVN en avril 1972

- M24 Chaffee – char léger ; principal char de l'ARVN au début de la guerre, utilisé au moins jusqu'à l'offensive du Têt[45]..:59
- M41A3 Walker Bulldog – a remplacé le M24 Chaffee en tant que char principal de l'ARVN à partir de 1965[43].:38
- M48 Patton medium tank – utilisé par les forces de l'ARVN à partir de 1971[58].:7

#### Autres véhicules blindés
- C15TA Armoured Truck – utilisé au début de la guerre[58]:4
- Lynx Scout Car Mk II[58]:p4
- M113 – APC (Armored Personnel Carrier)[53]:61–2
- M113 ACAV M113 version Armored Cavalry Assault Vehicle[59]:19
- M3 Scout Car – utilisé au début de la guerre[45].:54
- M3 Half-track – utilisé au début de la guerre[45].:54
- Cadillac Gage V-100 Commando – a remplacé le véhicules blindé M8 de l'ARVN en 1967[59].:13

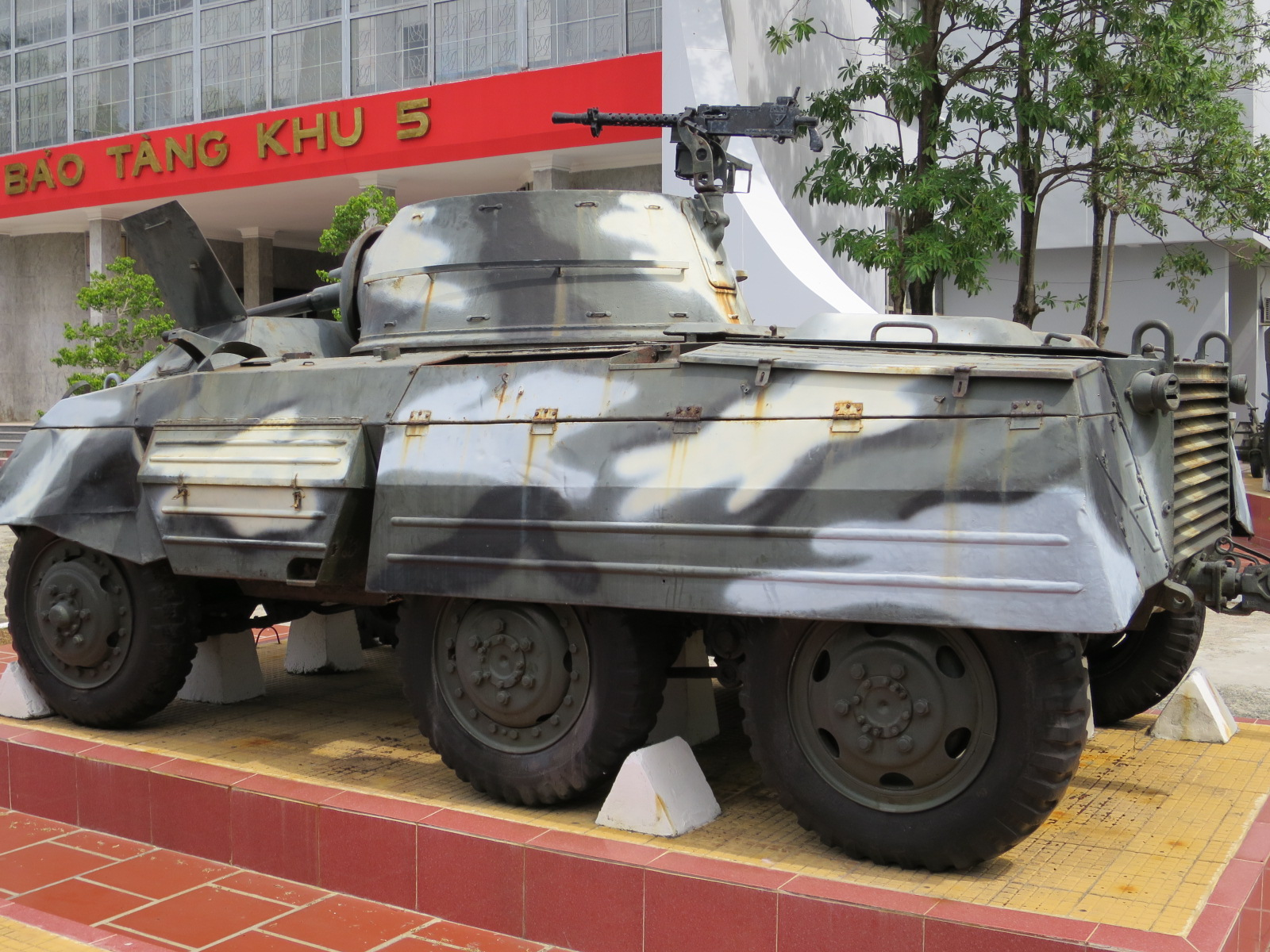
M8 Greyhound au Musée militaire de la zone 5, Danang.

- M8 Greyhound – utilisé au début de la guerre[45].:54
- M42 Duster – Coque basée sur le M41, avec un double 40 mm antiaircraft gun monté sur une tourelle ouverte[59]:23
- M88 Recovery Vehicle – véhicule blindé de dépannage basé sur le châssis M48[60].
- M578 light recovery vehicle – véhicule blindé de dépannage
- Wickums -  draisine blindé[61]:15

#### Autres véhicules
- M151 – 1⁄4 ton jeep[61].:67
- Dodge M37 – 3/4 ton truck[62]:10
- M35 series 2½-ton 6x6 cargo truck[62]:30
- M135 2½-ton truck[62]:30
- M54 5-ton 6x6 truck[62]:30–1

## Source
- (en) Cet article est partiellement ou en totalité issu de l’article de Wikipédia en anglais intitulé « Army of the Republic of Vietnam » (voir la liste des auteurs).